# Parahigginsia
Parahigginsia is een geslacht van sponsdieren uit de klasse van de Demospongiae (gewone sponzen).

## Soorten
- Parahigginsia phakelloides Dendy, 1924
- Parahigginsia strongylifera Van Soest, Meesters & Becking, 2014